# Vierzon
Vierzon je francouzské město v departementu Cher v regionu Centre-Val de Loire. V roce 2012 zde žilo 27 081 obyvatel. Je centrem arrondissementu Vierzon.

## Partnerská města
- Barcelos, Portugalsko
- Bitterfeld-Wolfen, Německo
- Rendsburg, Německo
- Develi, Turecko
- Dongxihu, Čína
- Džadída, Maroko
- Hereford, Spojené království
- Kahale, Libanon
- Kamienna Góra, Polsko
- Miranda de Ebro, Španělsko
- Sig, Alžírsko
- Ronvaux, Francie
- Wittelsheim, Francie